# Izumi-ku (Yokohama)
Pour les articles homonymes, voir Izumi-ku.
Izumi (泉区, Izumi-ku) est l'un des dix-huit arrondissements de la ville de Yokohama au Japon. Il est situé à l'ouest de la ville.

Position de l'arrondissement d'Izumi dans la ville de Yokoyama.

En 2016, sa population est de 153 953 habitants pour une superficie de 23,58 km2, ce qui fait une densité de population de 6 530 hab./km2.

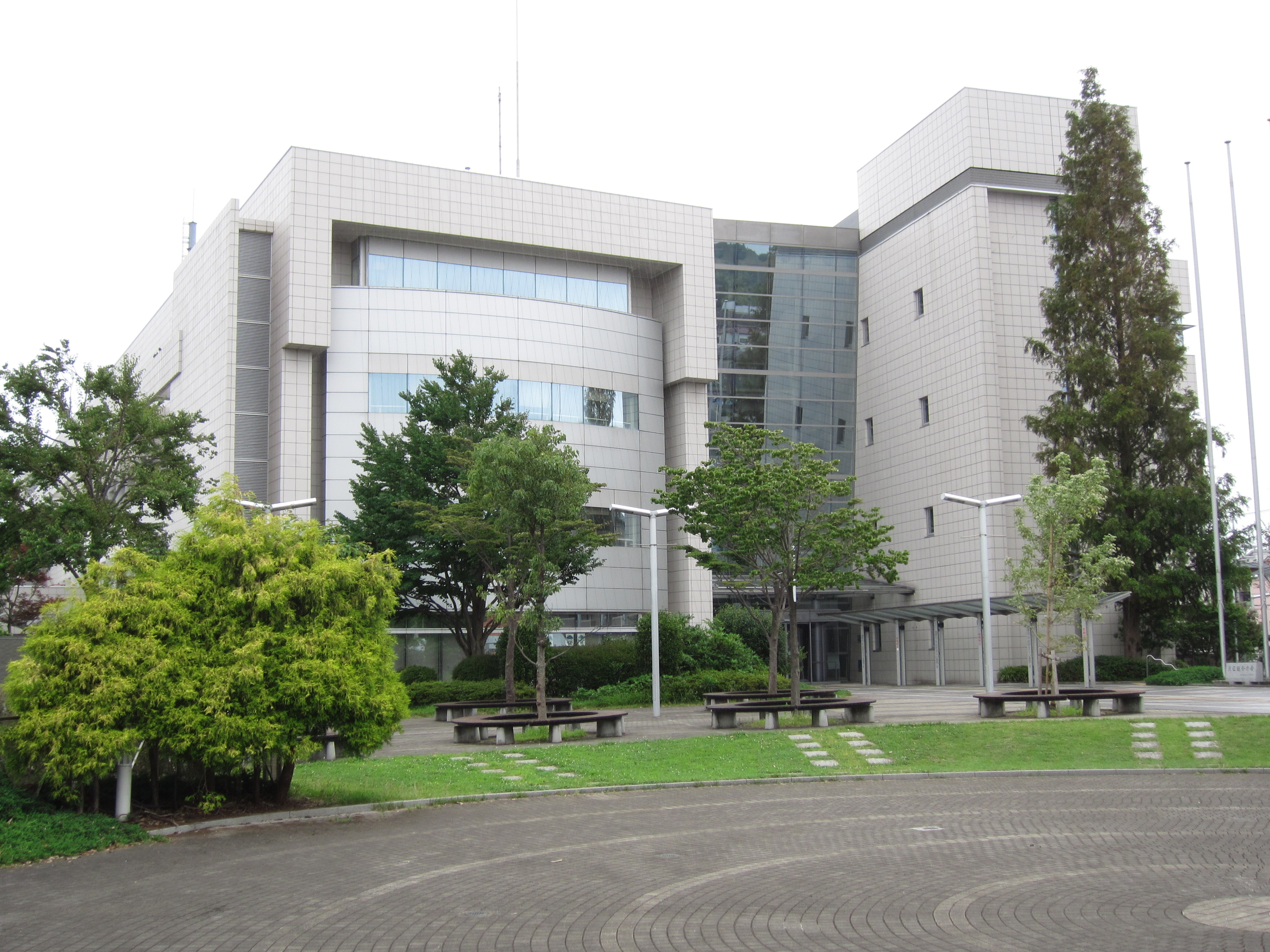
Mairie de l'arrondissement d'Izumi.

## Transport publics
L'arrondissement est desservi par plusieurs lignes ferroviaires :
- ligne Izumino de la compagnie Sōtetsu,
- ligne bleue du métro de Yokohama.